# Homolkowie na urlopie
Homolkowie na urlopie (cz. Homolka a tobolka) – czechosłowacka komedia z 1972 roku, w reżyserii i według scenariusza Jaroslava Papouška.

## Treść
Praska rodzina Homolków wyjeżdża na zimowe wczasy do Szpindlerowego Młyna. Pobyt w Karkonoszach stanowi znaczący wydatek w domowym budżecie, toteż obiecują sobie dobrze spędzić ten czas. Po przybyciu postanawiają, że pierwsze z nich, które wywoła kłótnię, będzie musiało za karę klęczeć. Ale w domu wczasowym „Radość” dwie pary gości pragnące zamienić pokój z Homolkami prowokują do wywołania kłótni dziadka Homolkę, który jako pierwszy łamie rodzinne uzgodnienia.
W roli bliźniaków wystąpili małoletni (ur. 1964), bliźniaczy synowie reżysera Miloša Formana.

## Obsada
- Josef Šebánek - dziadek Homolka
- Marie Motlová - babcia Homolkowa
- František Husák - Ludva, ich syn
- Helena Růžičková - Heduš, jego żona
- Petr Forman - bliźniak Péťa
- Matěj Forman - bliźniak Máťa, synowie Ludvy i Heduš
- Jirí Hrzán - kaowiec Bedřich Bradáček
- Iva Janžurová - Burdová
- Jirí Cutka - Burda
- Eugen Jegorov - Bohouš Novák
- Vera Kresadlová - Nováková
- Eva Emmerová - Pavla Chadimová, instruktorka narciarska
- Ludmila Roubíková - Dernáčková, starsza wczasowiczka
- Stanislav Dytrich - kierownik
- Petr Kokeš - Pepik, jego syn